# گالوست خاننتس
گالوست «خاننتس» خانیان، (ارمنی: Գալուստ "Խանենց" Խանյան متولد ۱۹۱۰ در تهران - ۱۹۹۷ در تهران)، شاعر ارمنی‌تبار ایرانی، بود.
از آثار وی می‌توان به «مجموعه اشعار با تمام وجود» و «کتاب سلام بر تو ای انسان» اشاره نمود، او از بنیان‌گذاران انجمن ملی و فرهنگی ارمنیان بود.

## زندگی‌نامه
گالوست خانیان در سال ۱۲۸۹ خورشیدی (۲۵ ژانویه ۱۹۱۰) در تهران به دنیا آمد در «مدرسهٔ فرانسوی سن لویی» و «دبیرستان کوشش داوتیان» تحصیل نمود و سال‌ها به تدریس در مدارس ارمنیان پرداخت
نخستین اثر خاننتس در سال ۱۳۰۷ خورشیدی (۱۹۲۸ میلادی) به چاپ رسید وی با نشریات ارمنیان خارج از ارمنستان همکاری نزدیک داشت در سال ۱۳۳۶ خورشیدی (۱۹۵۷ میلادی) مجموعه اشعار وی به نام "با تمام وجود" به چاپ رسید سپس کتاب "نیرنگ شگرف" " سلام بر تو ای انسان" "پنجره" و "رستاخیز ملت ارمنی" انتشار یافت.
گالوست خاننتس از بنیانگذاران انجمن ملی و فرهنگی ارمنیان بود و از بدو تأسیس انجمن در سال ۱۳۵۸ خورشیدی (۱۹۷۹ میلادی) به مدت چندین سال ریاست آن را به عهده داشته است
وی همچنین ترجمه‌هایی از زبان فارسی به ارمنی دارد.
احمد نوری‌زاده شعرهایی از گالوست خاننتس را از ارمنی به فارسی ترجمه نمود و در کتابی تحت عنوان «قدرت معجزه‌گر» (۱۳۵۲)، به چاپ رساند.
وی یکی ار اعضاء مؤسس گروه ادبی ارمنیان ایران «نور اج» (برگ نو) بوده است.
گالوست خاننتس در سال ۱۳۷۶ خورشیدی (۴ ژوئن ۱۹۹۷) در تهران چشم از جهان فروبست.